# Со-Мо
Тип 91 (Sumida M.2593) — японский бронеавтомобиль, выпускавшийся в Японии в 1930-х годах. Мог передвигаться как по проезжей части, так и по железной дороге.

## История
Разработанный фирмой Sumida, M.2593 был запущен в серию с 1933 года на автомобильном заводе Ишикаваджима. Определяющей особенностью этого транспортного средства является то, что его шесть дорожных колёс можно было сменить на фланцевые железнодорожные колёса.  Когда они не используются, колёса прикреплялись по бортам.  Автомобиль имел четыре встроенных домкрата, благодаря которым процесс смены колёс занимал около десяти-двадцати минут. Спереди и сзади корпус оснащался сцепками и буферами железнодорожного типа. Кроме того, машины этого типа оснащались устройством для регулировки ширины колеи, поскольку в России и Китае она имела разное расстояние.
Корпус собирался на металлическом каркасе из листов катаной броневой стали различной толщиной при помощи болтов и заклёпок. Моторное отделение, в котором размещался 6-цилиндровый бензиновый двигатель мощностью 40 л. с., закрывалось капотом со скошенными верхними 11-мм бронелистами и лобовыми жалюзи.
Автомобиль мог разгоняться до 40 км/ч на дороге и до 60 км/ч при движении по рельсам.

## Боевое применение
Пик активного боевого применения Тип 91 пришёлся на 1937—1938 гг., когда боевые действия шли в густонаселённых районах с разветвлённой сетью железных дорог. В частности, бронемашины «Сумида» использовались при захвате Шанхая осенью 1937 года. Внутри оккупированной части Китая «тип 2593» использовались нечасто и большей частью на обычном ходу.
В основной своей массе, машины типа «Сумида» привлекались преимущественно для патрулирования и боевого охранения, практически не участвуя в боях.

## Варианты
- Бронедрезина Тип 91 Со-Мо — изготавливался без крепления для главного 7.7-мм пулемёта.[1]
- Сумида модель Р — производилась для морской пехоты Императорского флота Японии.[6]

## Галерея

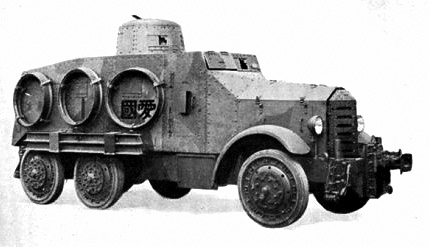
Тип 91. Вид сбоку. 1935 год
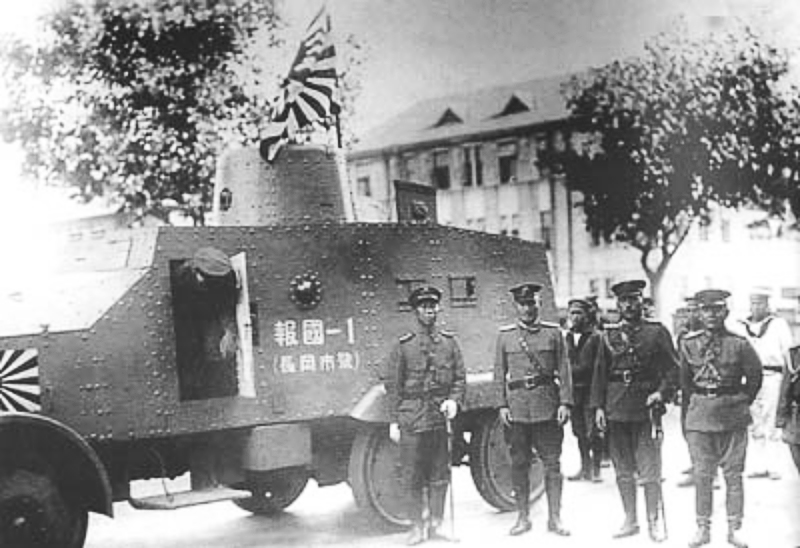
Бронеавтомобиль Сумида модель Р морской пехоты Японии (1932)
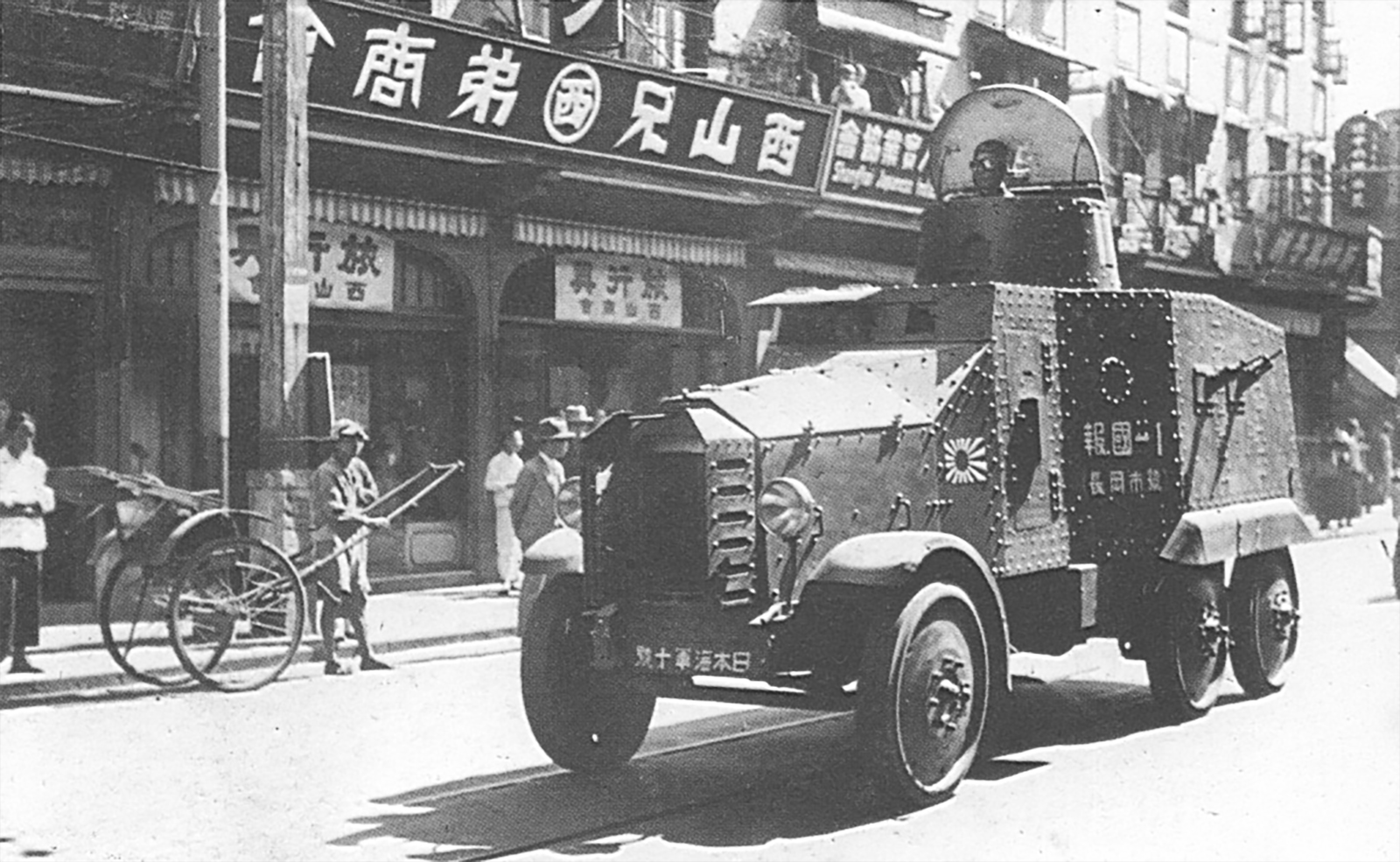
Сумида модель Р патрулирует китайский город
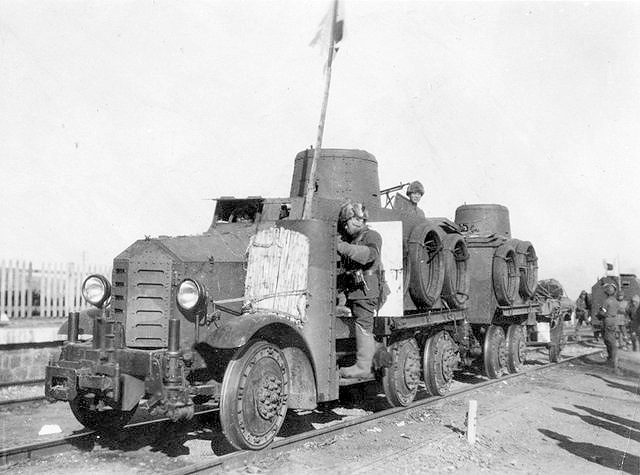
Sumida M.2593 в тандеме с аналогичной бронедрезиной (1933)